# Riec-sur-Bélon
Riec-sur-Bélon ist eine französische Gemeinde mit 4374 Einwohnern (Stand 1. Januar 2022) im Département Finistère in der Region Bretagne; sie gehört zum Arrondissement Quimper und zum Kanton Moëlan-sur-Mer.
Bis zum 1. Januar 2013 schrieb sich die Gemeinde Riec-sur-Belon und heißt seither Riec-sur-Bélon (siehe INSEE).

## Geographie
Die Gemeinde liegt etwa 30 Kilometer nordwestlich von Lorient und 35 Kilometer südöstlich von Quimper in der Landschaft Cornouaille. 
Nachbargemeinden von Riec-sur-Bélon sind:  
- Le Trévoux im Nordosten,
- Baye im Osten,
- Moëlan-sur-Mer im Südosten,
- Névez im Südwesten,
- Pont-Aven im Westen und
- Bannalec im Nordwesten.

Riec-sur-Bélon hat im äußersten Südwesten des Gemeindegebietes einen Anteil an der Küstenlinie des Atlantischen Ozeans. Hier münden die Ästuare der beiden Flüsse Aven und Bélon ins Meer und bilden eine Landspitze. Der Gemeindehauptort liegt etwa fünf Kilometer landeinwärts am Flüsschen Dourdu, einem Nebenfluss des Bélon. 

### Verkehrsanbindung
Das Gemeindegebiet wird durch die Départementsstraßen D783 (von Concarneau über Riec nach Quimperlé) und durch die D24 (von Riec über Moëlan-sur-Mer nach Guidel) versorgt. Weiters führt die D4 nach Bannalec und bietet eine Anbindung an die Route Nationale N165, die im Norden das Gemeindegebiet quert.

## Bevölkerungsentwicklung
| Jahr      | 1968 | 1975 | 1982 | 1990 | 1999 | 2007 | 2016 |
| Einwohner | 4308 | 4158 | 4059 | 4014 | 4008 | 4129 | 4190 |

## Sehenswürdigkeiten

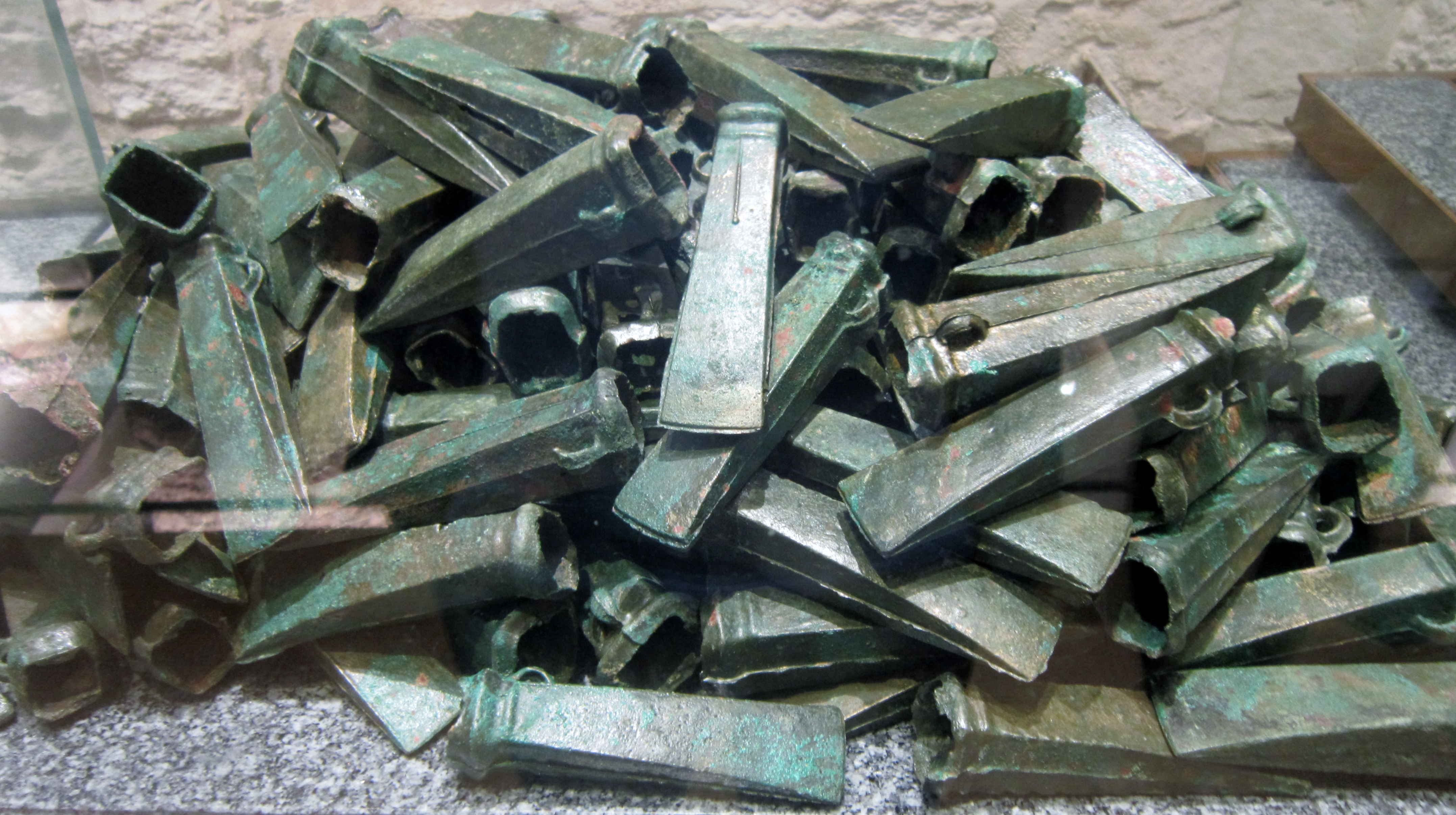
Axtfund von Riec-sur-Bélon

Neben einer Vielzahl von Funden aus dem Neolithikum, wie Menhire, Steinreihen (Allée couverte von Kerantiec) und Dolmen (Dolmen von Kerscao) gibt es neben dem Axtfund aus der Bronzezeit in der Gemeinde weitere Sehenswürdigkeiten: 
- Kirche St-Pierre aus dem 17. Jahrhundert im Hauptort
- Kapelle St-Philibert aus dem 17. Jahrhundert am Ufer des Bélon
- Château de Bélon, Herrenhaus aus dem 18. Jahrhundert, ebenda

Siehe auch: Liste der Monuments historiques in Riec-sur-Bélon

## Wirtschaft

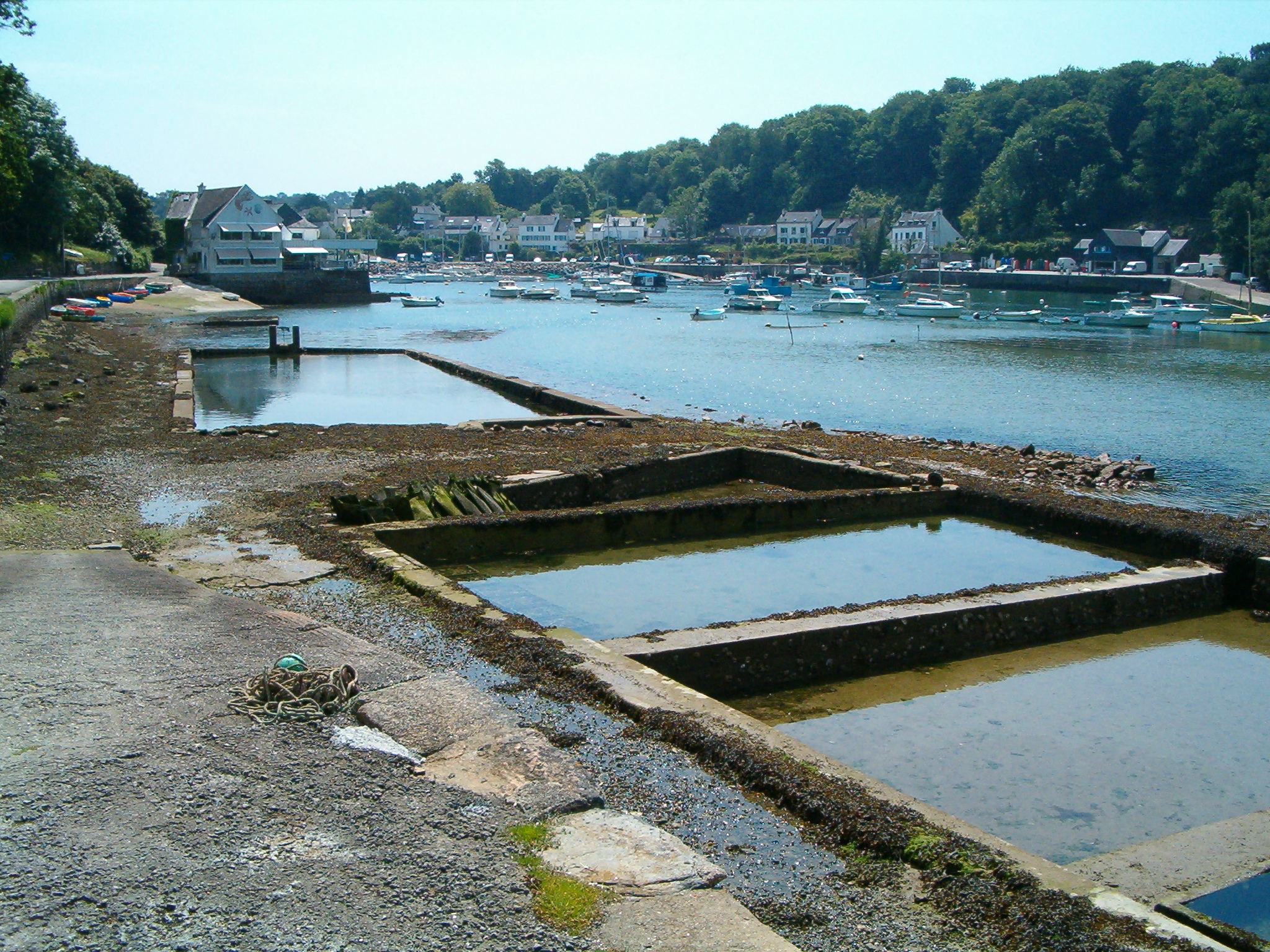
Austernbänke in der Bélon-Mündung

In den Mündungstrichtern der Flüsse wurden Hafenanlagen für Boote eingerichtet. Der Ästuar des Flusses Bélon ist besonders für seine Austernzucht bekannt.